# 克氏護尾鮠
克氏護尾鮠，為輻鰭魚綱鯰形目平鰭鮠科的其中一種，為熱帶淡水魚，分布於非洲佛塔河上游、奈及利亞Ogun河流域、喀麥隆Benoue河流域，體長可達7.8公分，棲息在底層水域，生活習性不明。